# Caridina serratirostris
Caridina serratirostris là một loài tôm nước ngọt sống ở Ấn Độ-Tây Thái Bình Dương, từ Madagascar đến Fiji, bao gồm bắc Queensland. Tên phổ biến của nó trong thị trường cá cảnh, "tôm ninja", xuất phát từ khả năng nhanh chóng thay đổi màu sắc và biến mất vào môi trường xung quanh như một ninja. Con trưởng thành phát triển đến chiều dài 25–35 mm (1,0-1,4 in).